# Dinarthrum latum
Dinarthrum latum är en nattsländeart som beskrevs av Martynov 1936. Dinarthrum latum ingår i släktet Dinarthrum och familjen kantrörsnattsländor. Inga underarter finns listade i Catalogue of Life.